# Chitty Chitty Bang Bang (film)
Chitty Chitty Bang Bang är en brittisk äventyrsmusikalfilm från 1968 i regi av Ken Hughes. Filmens manus är skrivet av Roald Dahl, Hughes och Richard Maibaum och är löst baserad på Ian Flemings bok med samma namn från 1964. I huvudrollerna ses Dick Van Dyke, Sally Ann Howes, Lionel Jeffries, James Robertson Justice och Robert Helpmann. Filmen är producerad av Albert R. Broccoli (medproducent till James Bond-filmserien som också är baserade på Flemings romaner). Sången "Chitty Chitty Bang Bang" nominerades till en Oscar.

## Handling
Den excentriske Caractacus Potts är inte bara far till två små rara barn, han är uppfinnare också. Men hans uppfinningar har alla sina problem, till och med godiset han uppfinner har hål i sig. Men när han renoverar en skrotbil (som innan den skrotades vunnit Grand Prix tre år i följd) så får han den inte bara att köra igen, utan även att flyga och med bilen Chitty Chitty Bang Bang får familjen uppleva alla möjliga äventyr. 

## Rollista i urval
- Dick Van Dyke - Caractacus Potts
- Sally Ann Howes - Truly Scrumptious
- Adrian Hall - Jeremy Potts
- Heather Ripley - Jemima Potts
- Lionel Jeffries - gammelfar Potts
- Gert Fröbe - baron Bomburst
- Anna Quayle - baronessan Bomburst
- Benny Hill - leksakstillverkaren
- James Robertson Justice - lord Scrumptious
- Robert Helpmann - barnfångaren
- Barbara Windsor - Blonde
- Davy Kaye - amiralen
- Stanley Unwin - kanslern
- Peter Arne - kaptenen i Bombursts armé
- Desmond Llewelyn - Mr. Coggins
- Victor Maddern - skrothandlaren

## Musik i filmen i urval
- "You Two", skriven av Robert B. Sherman och Richard M. Sherman, framförd av Dick Van Dyke, Heather Ripley och Adrian Hall
- "Toot Sweets", skriven av Robert B. Sherman och Richard M. Sherman, framförd av Dick Van Dyke och Sally Ann Howes
- "Chitty Chitty Bang Bang", skriven av Robert B. Sherman och Richard M. Sherman, framförd av Dick Van Dyke, Heather Ripley, Adrian Hall och Sally Ann Howes
- "Truly Scrumptious", skriven av Robert B. Sherman och Richard M. Sherman, framförd av Heather Ripley, Adrian Hall och Sally Ann Howes
- "Lovely Lonely Man", skriven av Robert B. Sherman och Richard M. Sherman, framförd av Sally Ann Howes
- "Posh!", skriven av Robert B. Sherman och Richard M. Sherman, framförd av Lionel Jeffries
- "Me Ol' Bam-Boo", skriven av Robert B. Sherman och Richard M. Sherman, framförd av Dick Van Dyke och kör
- "The Roses of Success", skriven av Robert B. Sherman och Richard M. Sherman, framförd av John Heawood, Michael Darbyshire, Kenneth Waller, Gerald Taylor, Eddie Davis och Lionel Jeffries
- "Hushabye Mountain", skriven av Robert B. Sherman och Richard M. Sherman, framförd av Dick Van Dyke, reprise av Dick Van Dyke och Sally Ann Howes
- "Chu-Chi Face", skriven av Robert B. Sherman och Richard M. Sherman, framförd av Gert Fröbe och Anna Quayle
- "Doll On a Music Box/Truly Scrumptious", skriven av Robert B. Sherman och Richard M. Sherman, framförd av Sally Ann Howes och Dick Van Dyke